# Język terei
Język terei, także: buin, kugara, telei – język papuaski używany w prowincji Bougainville w Papui-Nowej Gwinei, przez grupę ludności w dystrykcie Buin. Według danych z 2003 r. posługuje się nim blisko 27 tys. osób.
Należy do rodziny języków południowej Bougainville.
Został opisany w postaci słownika (2003), zebrano też pewne materiały gramatyczne. Na język terei przełożono fragmenty Biblii. W piśmiennictwie stosuje się alfabet łaciński.